# Потрійна точка

Фазова діаграма для води з потрійною точкою

Потрі́йна то́чка — макроскопічний стан речовини, за якого його газоподібна, рідка та тверда форми знаходяться у рівновазі. На фазовій діаграмі такому стану відповідає точка, в якій сходяться криві розділу фаз.
Існує єдине сполучення значень температури та тиску, за яких всі три фази речовини перебувають в стані термодинамічної рівноваги. Ця властивість робить потрійну точку зручним та легко відтворюваним еталоном температури. Зокрема, для води потрійна точка реалізується за температури 0,01 °C і тиску 611.657 Па.
Потрійна точка води використовується для визначення кельвіна — основної одиниці вимірювання термодинамічної температури в Міжнародній системі одиниць (SI). Значення потрійної точки води фіксується за визначенням, а не вимірюється. Потрійні точки кількох речовин використовуються для визначення точок міжнародної температурної шкали ITS-90, починаючи від потрійної точки водню (13.8033 К) і до потрійної точки води (273.16 К, 0.01 °С або 32.018 °F) .
За правилом фаз для однокомпонентної термодинамічної системи потрійна точка єдина.

## Потрійна точка води

Вода кипить при 0°C за допомогою вакуумного насоса.

Єдина комбінація тиску та температури, за якої рідка вода, твердий лід і водяна пара можуть співіснувати в стабільній рівновазі, виникає при 273,16±0,0001 К і парціальному тиску пари 611,657 паскалів (6,11657 мбар; 0,00603659 атм). У цей момент можна перетворити всю речовину на лід, воду або пару, зробивши довільно невеликі зміни тиску та температури. Навіть якщо загальний тиск системи значно перевищує потрійну точку води, за умови, що парціальний тиск водяної пари становить 611,657 паскалів, тоді систему все одно можна привести до потрійної точки води. Строго кажучи, поверхні, що розділяють різні фази, також повинні бути ідеально плоскими, щоб звести нанівець вплив поверхневого натягу.
Найменший тиск, при якому може існувати рідка вода, дорівнює потрійній точці води, при якій можуть співіснувати газ, рідка і тверда фази. При тиску нижче потрійної точки (як у космосі) твердий лід при нагріванні при постійному тиску перетворюється безпосередньо на водяну пару в процесі, відомому як сублімація. Вище потрійної точки твердий лід при нагріванні при постійному тиску спочатку плавиться з утворенням рідкої води, а потім випаровується або кипить з утворенням пари при вищій температурі.
Для більшості речовин потрійна точка газ–рідина–тверде тіло також є мінімальною температурою, при якій може існувати рідина. Однак для води це не так, оскільки температура танення звичайного льоду знижується залежно від тиску, як показано пунктирною зеленою лінією на фазовій діаграмі. При температурах трохи нижче потрійної точки стиснення при постійній температурі перетворює водяну пару спочатку на тверду, а потім на рідку (водяний лід має меншу щільність, ніж рідка вода, тому підвищення тиску призводить до розрідження).

## Співіснування фаз у нерівноважних системах
Твердження про єдиність точки співіснування різних фаз може викликати подив, оскільки начебто суперечить тому, що ми бачимо в повсякденному житті. Сидячи задушливого дня і попиваючи прохолоджувальний напій із льодом, ми спостерігаємо всі три агрегатні стани води: пару, лід і рідину. Пояснення такого явища полягає в тому, що в цих умовах термодинамічна рівновага ще не встановилася: лід у склянці ще не розтопився, і вода ще не випарувалася.